# Ayuntamiento de San Juan Tenochtitlan
El ayuntamiento de San Juan Tenochtitlan fue el ente jurídico administrativo que gobernó a la república de indios de San Juan Tenochtitlan, que fue, dentro de la ciudad novohispana de México y junto a Santiago Tlateloco, una de las zonas exclusivas para la habitación de los indígenas en la ciudad, sobre todo al principio de indígenas aliados a los españoles en la conquista del Imperio Mexica.
Este ayuntamiento funcionó desde 1538 hasta la aplicación de la Constitución de Cádiz de 1812, aunque a inicios del siglo XVII muchas de sus funciones eran ya realizadas el Ayuntamiento de México.
El cabildo del ayuntamiento consistía en un Gobernador, un número variable de alcaldes y regidores, además de un indeterminado número de funcionarios menores, administrativamente dependía en varias cosas del Ayuntamiento de México como fue la construcción y suministro de agua por el Acueducto de Chapultepec.

## Historia
Poco después de la conquista del Imperio Mexica por Hernán Cortés, la monarquía española trato de proteger los intereses españoles en las nuevas tierras y de paso proteger los intereses de los indios aliados, es así como establece una serie de reglas destinadas a regular la vida de los indígenas americanos, en 1530 el rey español Carlos V manda una carta a la Audiencia de México donde solicita organizar a los indígenas en gobiernos semejantes a los españoles, con un gobernador y un alguacil, como en España, pero estos normalmente ya tenían un gobierno bien establecido y solo se les castellanizo el nombre, es así como se les deja de nombrar Tlatoani a los gobernadores y reciben el nombre de Cacique y Gobernador, es solo hasta 1549 cuando por Cédula Real se obliga a la organización de las Repúblicas de Indios.
Entre ambas misivas, ya se habían formado varias repúblicas, tomando como base los antiguos gobiernos indígenas, pero tratando de darles una forma española basada en el municipio, en el caso del valle de México los españoles organizaron varias repúblicas entre estas tenemos la de Iztapalapa, Tlalpan, Coyoacán, Azcapotzalco, Texcoco y en la ciudad que normalmente se conoce como México, se dividió en tres repúblicas, una totalmente española conocida comúnmente como la Traza y dos indígenas una en la antigua México-Tlatelolco y la otra en México-Tenochtitlan la cual recibió el Nombre de San Juan Tenochtitlan. Esta república en un principio fue gobernada por nobles indígenas, sobre todo de pueblos aliados a los españoles, mientras la ciudad de Santiago Tlatelolco era gobernada por nobles indígenas Mexicas, por ejemplo el mismo Huey Tlatoani Cuauhtémoc.
De acuerdo a las reglas la República de Indios debía ser gobernada solo por indígenas, los cuales dividirían su territorio en zonas gobernadas por una parroquia, los que a su vez estarían divididos en barrios o campan, que fueron Santa María Cuepopan, San Sebastián Atzacualco, San Juan Moyotla (donde residían el gobernador y  cabildo y San Pablo Teopan. Esta regla de gobierno no siempre se mantuvo en San Juan Tenochtitlán ya que el cabildo español del Ayuntamiento de México por medio del veto que tenía el Virrey puso en muchos casos imponer como gobernantes a españoles y mestizos, por el mismo poder las funciones del ayuntamiento terminaron por ser del Ayuntamiento de México por lo que a partir de la segunda mitad del siglo XVII, este cabildo no tenía ningún poder real, siendo solo un apéndice del Ayuntamiento de México.
En forma contraria el Ayuntamiento de Santiago Tlatelolco tenía influencia sobre el Ayuntamiento de México y el mismo Virrey, al haber aportado o prestado en muchas ocasiones, dinero a estos.
Es así como al aplicarse primero las reglas para la Reestructuración de reino de 1768 y luego la jura y aplicación de la Constitución de Cádiz de 1812, este municipio deja de existir formalmente, integrándose del todo al ayuntamiento de la Ciudad de México, de la cual para muchos nunca fue un ente separado.

## Funcionamiento
El Ayuntamiento se integraba por:
- Un Gobernador.
- Alcaldes
- Síndicos
- Regidores

Y funcionarios menores como.
- Alguaciles.
- Mayordomos.
- Escribanos.
- Mandones.

## Gobernador
Inicialmente al gobernador de San Juan Tenochtitlan le fue dado por los mismos españoles el título tradicional de Tlatoani, aunque este rápidamente fue cambiado por el más español de Cacique y Gobernador, este término con el tiempo fue modificándose y se les llamó Señor y Gobernador, Juez y Gobernador y al final y de forma más común Gobernador. Estos gobernadores fueron en su mayoría indígenas, al principio eran nobles indígenas que tomaban al bautizarse nombres españoles.
El gobernador era elegido cada año, normalmente en noviembre y tomaba el mando el primero de enero siguiente, duraba en el puesto un año, pero desde el inicio se reeligieron por varios periodos, este nombramiento debía recaer en una persona solvente, indígena y preparada, era electo por votación indirecta, de los electores no está claro como eran elegidos, ya que su número varía de elección a elección, aunque varios de los gobernantes antes fueron electores, al entrar en funciones nombraba bajo su responsabilidad a una serie de funcionarios, entre estos regidores, síndicos, etc. Su nombramiento no era directo ya que debía pasar por el visto bueno del Virrey, quien en muchas ocasiones obligó a elegir a alguien que no era indígena.
Sus funciones eran básicamente ejecutivas, y se basaban en recolectar impuestos, mantener el orden en la república, obligar a la asistencia y apoyo de las fiestas y celebraciones religiosas, para el aspecto legislativo se apoyaba en las leyes que emitía el Virrey y la Audiencia de México, en el aspecto judicial tenía a su cargo la cárcel, por medio de un Alguacil, para juzgar las causas tenía que recurrir al Juzgado General de Indios. Al término de su gobierno este debía dar cuenta de sus actos y se le sometía a un Juicio de Residencia.
Se sabe que en 1564, el gobernador recibía un sueldo anual de 400 pesos, aunque no siempre cobraba puntualmente.
Algunos de los gobernadores de San Juan Tenochtitlan fueron:
1. Cuauhtémoc (1520-1525)
2. Juan Velázquez Tlacotzin (1525)
3. Andrés de Tapia Motelchiuhtzin (1526–1531)
4. Pablo Xochiquentzin (1532–1536)
5. Diego de Alvarado Huanitzin (1538–1541)
6. Diego de San Francisco Tehuetzquititzin (1541–1554)
Esteban de Guzmán (1554–1557) — juez de residencia antes gobernó Xochimilco.
7. Cristóbal de Guzmán Cecepatic (1557–1562)
8. Luis de Santa María Cipac (1563–1565) último del linaje de Ahuitzol.
9. Francisco Jiménez (1568–1569)
10. Antonio Valeriano El Viejo (1573–1599)
11. Melchor de Mendoza (1593) Juez Gobernador.
12. Gerónimo López (1599–1608)
13. Juan Bautista (1609)
14. Juan Pérez de Monterrey (1610–1614)
15. Francisco Bautista Valeriano (1616-1618)
16. Jerónimo de León (1619)
17. Antonio Valeriano “El Joven” (1620-1621)
18. Diego Carrillo (1622-1628)
19. Juan de León (1629-1633)
20. Cristóbal Pascual (1634-1639)
21. Martín González (1640–1647)
22. Manuel de Tapia Moctezuma (1648–1653) Conde de Moctezuma, Español de origen.
23. Diego de la Cruz (1654) Nombrado por el Virrey
24. Juan de Aguilar (1654) Muere el mismo año.
25. Juan de Velasco (1654) Nombrado para terminar el año.
26. Diego de la Cruz Villanueva (1655–1656)
27. Marcos de la Cruz (1657), posiblemente destituido.
28. Pedro Bernal (1657–1658)
29. Francisco Benítez Ynga (1659)
30. Francisco Benítez (1660-1664)
31. Lorenzo de Santiago (1665–1666)
32. Felipe de Aguilera (1667–1668)
33. Felipe de Aguilar (1669–1674)
34. Mateo Salvador (1675)
35. Juan de Aguilar (1675)
36. Juan Bautista Valeriano (1676)
37. Gregorio de los Reyes (1677)
38. Juan de Xara (1678-1681)
39. Matías de los Ángeles (1682)
40. Bernardino Antonio de la Cruz (1684)
41. Matías de la Cruz (1685)
42. José de la Cruz (1686)
43. Bernardino Antonio de la Cruz (1687)
44. Matías de los Ángeles (1688)
45. Bernardino Antonio de la Cruz (1688)

## Alcaldes y Regidores
Los alcaldes y regidores eran nombrados por el gobernador, aunque en su mayoría eran prominentes en el Campa “o barrio mayor” donde trabajaban, al inicio solo se nombraban dos alcaldes por Campa, pero luego de 1600 existían cuatro de ellos uno en cada Campa, San Pablo Teopan, San Juan Moyotlan, San Sebastián Atzaqualco y Santa María la Redonda Cuepopan, aunque esto no fue suficiente y en 1610 ya había ocho dos por Campa, los Alcaldes se distinguían de los regidores en que su función era básicamente judicial, mientras un Regidor tenía a su cargo funciones administrativas y su número variaba mucho ya que debían atender diferentes ocupaciones, no siempre permanentes, como era el caso de las fiestas patronales de cada parroquia o la construcción del Acueducto de Chapultepec.
En 1564, los alcaldes recibían un sueldo de 50 pesos y los Regidores un sueldo de 20 pesos.
Lista de alcaldes entre 1555 y 1568, lo que muestra comparado con la lista de gobernadores como era más fácil la reelección de un gobernador y como de estos provenían del cargo de alcaldes o regidores, por ejemplo el caso de Cristóbal de Guzmán Cecetzin.
| Año  | 1.er Alcalde                               | 2o Alcalde                                      |
| 1555 | Alonso de San Miguel (San Pablo)           | Miguel Díaz (San Juan)                          |
| 1556 | Miguel Sánchez Yscatl (San Sebastián)      | Cristóbal de Guzmán Cecetzin (Santa María)      |
| 1557 | Tomás de Aquino Yspopulac (San Pablo)      | Luis de Santa María Nanacacipactzin (San Juan)  |
| 1558 | Martín Cano (San Sebastián)                | Pedro de la Cruz Tlapaltecatl (Santa María)     |
| 1559 | Pedro García Tenylotl (San Pablo)          | Lucas Cortés Tenamaz (San Juan)                 |
| 1560 | Miguel Sánchez Yscatl (San Sebastián)      | Melchior Díaz Suchipepena (Santa María)         |
| 1561 | Luis de Paz Huehuezaca (San Pablo)         | Toribio Vásquez Tlacuscalcal (San Juan)         |
| 1562 | Martín Cano (San Sebastián)                | Pedro de la Cruz Tlapaltecatl (Santa María)     |
| 1563 | Tomás de Aquino Yspopulac (San Pablo)      | Lucas Cortés Tenamaz (San Juan)                 |
| 1564 | Martín de San Juan Ezmalin (San Sebastián) | Antonio de Santa María Mexicaytoa (Santa María) |
| 1565 | Pedro Dionisio (San Pablo)                 | Toribio Vásquez Tlacuscalcal (San Juan)         |
| 1566 | Miguel Sánchez Yscatl (San Sebastián)      | Francisco Xuárez (Santa María)                  |
| 1567 | Luis de Paz Huehuezaca (San Pablo)         | Martín Hernández Acatecatl (San Juan)           |
| 1568 | Juan García Totoco (San Sebastián)         | Diego de Tovar (Santa María)                    |

## Funcionarios menores

### Alguaciles
Eran los encargados del orden público, era una especie de policía, su número era normalmente de uno por barrio menor, pero este podía incrementarse a voluntad del gobernador, quien los nombraba bajo su responsabilidad.

### Mayordomos
Eran los encargados de organizar y realizar las actividades comunales, como las festividades religiosas o de tequio, eran nombrados por el gobernador bajo su entera responsabilidad.

### Escribanos
Su trabajo era realizar las actas, cartas, etc. Que permitían comunicar las decisiones u órdenes del cabildo y el gobernador, este puesto era uno de los más exclusivo ya que necesitaba que la persona supiera escribir y leer, el nombramiento provenía del Gobernador.

### Mandones
Eran personas encargadas de realizar actividades, dirigiendo a pequeños grupos de indígenas, quienes así pagaban en sangre sus deberes para la república. Eran nombrados por cualquier funcionario de mayor categoría, pero sus acciones eran responsabilidad del Gobernador.